# Prefektura apostolska Lixian
Prefektura apostolska Lixian (łac. Praefectura Apostolica Lichovensis) – rzymskokatolicka prefektura apostolska ze stolicą w Lixian, w prefekturze miejskiej Changde, w prowincji Hunan, w Chińskiej Republice Ludowej.
Prefektura nie istnieje w strukturach Patriotycznego Stowarzyszenia Katolików Chińskich, które połączyło ją i 7 innych jednostek kościelnych w tej prowincji w diecezję Hunan ze stolicą w Changsha. Formalnie nastąpiło to w 1999.

## Historia
6 maja 1931 z mocy decyzji Piusa XI wyrażonej w brewe Cum anno quintodecimo erygowano prefekturę apostolską Lixian. Dotychczas wierni z tych terenów należeli do wikariatu apostolskiego Changde (obecnie diecezja Changde).
Z 1950 pochodzą ostatnie pełne, oficjalne kościelne statystyki. Prefektura apostolska Lixian liczyła wtedy:
- 6 163 wiernych (0,3% społeczeństwa)
- 14 kapłanów (5 diecezjalnych i 9 zakonnych)
- 6 sióstr zakonnych
- 8 parafii.

Od zwycięstwa komunistów w chińskiej wojnie domowej w 1949 prefektura apostolska, podobnie jak cały prześladowany Kościół katolicki w Chinach, nie może normalnie działać. W 1958 Patriotyczne Stowarzyszenie Katolików Chińskich mianowało Li Zhenlina swoim ordynariuszem w Lixian, mimo iż prefekt apostolski Hipolito Martínez y Martínez OESA nie zrzekł się tego urzędu. Li Zhenlin rządził prefekturą do śmierci w czasie rewolucji kulturalnej. Kolejnym biskupem PSKCh był Anthony Wang Zicheng (1987 – 1995). W 1999 PSKCh zlikwidowało prefekturę. Zostało to dokonane bez mandatu Stolicy Świętej, więc z kościelnego punktu widzenia działania te były nielegalne.
Brak jest informacji o jakimkolwiek prefekcie apostolskim z Kościoła podziemnego.

## Prefekci apostolscy
- Hipolito Martínez y Martínez OESA[3] (1932 - 1963) de facto wydalony z komunistycznych Chin, nie miał po tym czasie realnej władzy w prefekturze
- sede vacante (być może urząd prefekta sprawowali duchowni Kościoła podziemnego) (1963 - nadal)
  - Methodius Qu Ailin (2012 - nadal) administrator apostolski; arcybiskup Changshy

### Antybiskupi
Ordynariusze mianowani przez Patriotyczne Stowarzyszenie Katolików Chińskich nieposiadający mandatu papieskiego:
- bp Li Zhenlin (1958 - pomiędzy 1966 a 1976)
- bp Anthony Wang Zicheng (1987 – 1995).